# Gustav Fischer (genet)
|  | Aquest article tracta sobre genet. Vegeu-ne altres significats a «Gustav Fischer (explorador)». |

Gustav Fischer   (Meisterschwanden, 8 de novembre de 1915 - 22 de novembre de 1990) fou un genet suís, guanyador de cinc medalles en cinc Jocs Olímpics d'Estiu diferents. El 1968, ell i el seu company Henri Chammartin, foren els segons esportistes suïssos a competir en cinc Jocs Olímpics, igualant la fita aconseguida el 1936 per l'atleta Paul Martin.

## Carrera esportiva
Especialista en doma clàssica, va participar, als 36 anys, en els Jocs Olímpics d'Estiu de 1952 realitzats a Hèlsinki (Finlàndia), on va aconseguir guanyar la medalla de plata en la prova per equips i finalitzar vuitè en la prova individual amb el cavall Soliman. En els Jocs Olímpics d'Estiu de 1956 realitzats a Melbourne (Austràlia), si bé les proves es realitzaren a Estocolm (Suècia), va guanyar la medalla de bronze en la prova per equips, finalitzant a més desè en la prova individual amb el cavall Vasello. En els Jocs Olímpics d'Estiu de 1960 realitzats a Roma (Itàlia) aconseguí guanyar la medalla de plata en la prova individual, una edició olímpica en la qual no hi hagué concurs de doma per equips, amb el cavall Wald. En els Jocs Olímpics d'Estiu de 1964 realitzats a Tòquio (Japó) aconseguí guanyar una nova medalla de plata en la prova per equips, finalitzant quart en la prova individual, guanyant així un diploma olímpic. En els Jocs Olímpics d'Estiu de 1968 celebrats a Ciutat de Mèxic (Mèxic), els seus cinquens i últims Jocs, aconseguí la seva cinquena medalla: la medalla de bronze en la competició per equips, a més de finalitzar setè en la prova individual, i guanyar així un nou diploma olímpic.